# Monocentrus nigripennis
Monocentrus nigripennis är en insektsart som beskrevs av Capener 1972. Monocentrus nigripennis ingår i släktet Monocentrus och familjen hornstritar. Inga underarter finns listade i Catalogue of Life.